# Capital-Airlines-Flug 75
Am 12. Mai 1959 verunglückte eine Vickers Viscount auf dem Inlandslinienflug Capital-Airlines-Flug 75 von New York City nach Atlanta inmitten eines Gewitters, wobei alle 31 Insassen starben. Nach Capital-Airlines-Flug 983, knapp eine Stunde zuvor, war es für Capital Airlines der 2. tödliche Unfall an nur einem Tag.

## Flugzeug und Besatzung
Die Besatzung bestand aus:
- dem 53-jährigen Flugkapitän William C. Paddack: Er arbeitete seit dem 1. Oktober 1930 für Capital Airlines und wurde am 6. Juni 1938 zum Kapitän befördert

- dem 27-jährigen Ersten Offizier Michael J. Flahaven: Er arbeitete seit dem 18. April 1955 für Capital Airlines

- den Flugbegleiterinnen Doris E. Gullick (angestellt seit dem 20. Juli 1952) und Sue Ann Wessel (angestellt seit dem 26. April 1957)

## Verlauf
Eigentlich hätte mit der Viscount an diesem der Flug 79 durchgeführt werden sollen. Zu hohe Temperaturen im Auslassrohr von Triebwerk Nr. 2 (links innen) erforderten jedoch das Austauschen der Treibstoffkontrolleinheit und der Treibstoffhochdruckpumpe. Dies wurde ordnungsgemäß ausgeführt und die Viscount konnte noch am Nachmittag zu Flug 75 starten.
Die Piloten Paddack und Flahaven landeten um 12:40 Uhr auf dem Flug 220 von Detroit aus. Paddack sprach über Wartungsarbeiten und kurz vor dem Start, während Flahaven um das Flugzeug visuell inspizierte. Da Paddack in letzter Minute Fehler in der Gewichtsberechnung des Flugzeugs fand, fragte er nach dem maximal erlaubten Startgewicht für die Startbahn, das neben der Bahnlänge auch Windrichtung und Temperatur berücksichtigte. Der Senior Ramp Agent überprüfte mit Paddack die Berechnung. Mit 60.507 lbs (ca. 27.445 kg) lag das Startgewicht unter den erlaubten 60.610 lbs (ca. 27.490 kg). Das bordeigene Wetterradar funktionierte nicht, doch keine Vorschrift verbot den weiteren Flugbetrieb. Mit 20 min Verspätung rollte die Viscount um 15:20 Uhr vom Terminal ab, startete um 15:29 Uhr von der Startbahn 22 und stieg auf die geplante Reiseflughöhe von 14.000 ft (ca. 4270 m).
Um 16:02 Uhr meldeten die Piloten einem Lotsen in Washington, dass sie um 16:00 Uhr Westchester auf 14.000 ft überflogen und schätzten, Westminster um 16:17 Uhr zu überfliegen. Da sie auf der geplanten Route mehrere Gewitter entdeckten, wollten sie Westminster südlich umfliegen und erhielten die nötige Freigabe. Um 16:10 meldeten sie in ihrem letzten Funkspruch, ihre Geschwindigkeit auf 170 kn (315 km/h) aufgrund von Turbulenzen reduziert zu haben.

## Wrack
Das Hauptwrack wurde etwa 2 Landmeilen (ca. 3,2 km) nordöstlich des „Martin Airport“ (wahrscheinlich Martin State Airport (IATA: MTN, ICAO: KMTN)) nahe Chase (Maryland) gefunden. Es zeigte sich schnell, dass das Flugzeug noch in der Luft auseinandergebrochen war, da sich die Wrackteile über eine größere Fläche verteilten. So wurde das Heck ohne Höhen- und Seitenleitwerk etwa 1 Landmeile (ca. 1,8 km) vom Hauptwrack gefunden. Beide Teile des Höhenleitwerks hatten sich gebogen, bevor sie abbrachen. Das Seitenleitwerk löste sich an den Verbindungspunkten zum restlichen Heck und zerbrach in 4 Teile.
Einen Hinweis auf die Geschwindigkeit lieferte der Winkel von Propeller Nr. 3 von Triebwerk Nr. 3: 52°. Er ließ auf eine Fluggeschwindigkeit von mindestens 295 kn (ca. 564 km/h) TAS schließen. Die Ermittler sahen es als logisch an, dass die Piloten die Triebwerke auf Leerlauf drosselten, um langsamer zu werden. In dem Fall läge die Geschwindigkeit sogar bei 335 kn (620 km/h), was 15 % über der erlaubten Höchstgeschwindigkeit und 5 % über der maximal demonstrierten Geschwindigkeit bei der Zertifizierung liegt.

## Ermittlungen
Für die Ermittlungen wurden mehr als 100 Augenzeugen befragt. Die meisten hatten das Flugzeug jedoch erst nach dem Auseinanderbrechen beobachtet. Der Unfallzeitpunkt wurde auf ca. 16:13 Uhr bestimmt. Die Aussagen deuteten darauf hin, dass die Viscount in einer Wolkenlücke auf südwestlichen Kurs zwischen den Gewittern flog, bevor sie auf 3.000–7.000 ft (915-2.130 m) zerbrach. Um die Höhe möglichst exakt zu bestimmen, ließen die Ermittler sogar eine weitere Viscount von Capital Airlines auf unterschiedlichen Höhen fliegen und 11 Augenzeugen von ihrer originalen Position die Höhe bestimmen. Die Höhe wurde auf durchschnittlich 5.500 ft (ca. 1.650 m) und damit 5.000 ft (1500 m) über dem Boden geschätzt. Mehrere wollen an jeweils unterschiedlichen Stellen ein Feuer noch vor dem Zerbrechen beobachtet haben; die meisten waren sich jedoch einig, dass eine Stichflamme erst beim Auseinanderbrechen auftrat. Alle Zeugen waren sich einig, dass die meisten Wrackteile brennend zu Boden fielen und die meisten auch darüber, dass zuerst die rechte Tragfläche abbrach und der Rest in 3 Hauptteile brach. Es gab mindestens 3 Zeugen, die glaubten, das Flugzeug wäre nach einem Blitzeinschlag explodiert, während die anderen keinen Blitz bestätigen konnten.
Zum Unfallzeitpunkt erstreckte sich eine Kaltfront von Philadelphia über Baltimore nach Gordonsville in Virginia. Der Wetterdienst in Washington hatte jeweils um 7:00 und 13:00 Uhr darauf hingewiesen, dass sich in der Nähe der Kaltfront auch eine Sturmfront bildete. Um 14:00 Uhr warnte der Wetterdienst am Flughafen Idlewild davor, dass sich an der Front schwere Gewitter mit extremen Turbulenzen und eine weitere vorgelagerte Gewitterlinie bilden könnten. Um 14:15 wurde in einer Eilmeldung in Idlewild vor einer solchen Gewitterlinie gewarnt, die vom Raum Martinsburg-Harrisburg-Poughkeepsie nach Providence-New York City-Philadelphia ziehen werde. Der Meteorologe von Capital Airlines markierte alle betroffenen Gebiete auf einer Karte im Büro der Dispatcherabteilung. Zudem lag die Eilmeldung auf den dortigen Fernschreibern vor, ebenso wie die stündlichen Radarberichte am Andrews Air Force Base, die zeigten, dass die Gewitter entlang der Strecke von Flug 75 an Intensität gewannen. Um 15:48 Uhr zog die Kaltfront über den Raum Baltimore-Chase, das spätere Unfallgebiet, was sich u. a. an Böen von bis zu 45 kn (72 km/h) bemerkbar machte.
Den Vorschriften der zivilen Luftfahrt und den Handbüchern von Capital Airlines zufolge durften die Dispatcher auf Basis der Wetterberichte einen Flug umleiten und auch gar ausfallen lassen. Da sie aber glaubten, dass die Eilmeldung auf besseres Wetter deutete und die Gewitter alle umfliegbar wären, gaben sie die Eilmeldung nie an Kapitän Paddack weiter, der auf dem Kenntnisstand von 14 Uhr verblieb.
Im Gegensatz dazu deutete eine nachträgliche Studie eines Meteorologen des US-Wetterdienstes auf rasch aufziehende, große Gewitter in unmittelbarer Nähe des Martin Airport und damit auch der Absturzstelle hin. Ihr zufolge gab es auf 14.000 ft (ca. 4270 m) nicht nur in den Gewitterzellen selber, sondern auch im Umkreis von 5 Landmeilen (ca. 8 km) extreme Turbulenzen, die per Definition der NASA für Kontrollverluste und schwere strukturelle Schäden sorgen können.
Die Piloten einer weiteren Viscount flogen auf der Luftstraße V-3 und hatten Sichtkontakt zur Unfallmaschine, als sie Westminster umflogen. Ihr Radar funktionierte und es zeigte keinerlei schwere Gewitter und folglich flogen sie im Gegensatz zu den Piloten des Fluges 75 auf V-3 zwischenfallslos weiter. Ein weiterer Pilot, der nördlich des Absturzgebiets flog, sagte aus, dass er auf dem Radar eine Gewitterzelle über dem Unfallgebiet entdeckte. Ihre Intensität beschrieb er als doppelt so groß wie die der anderen.
Die Ermittler vermuteten, dass Kapitän Paddack möglicherweise versuchte, auf den geplanten Kurs zurückzukommen und eine Wolkenlücke nutzen wollte, die sich jedoch schloss und die Sicht zur Orientierung nahm. Als er dies bemerkte, hat er möglicherweise eine Kurve eingeleitet, die aufgrund der fehlenden Sicht zu steil wurde. Ob die Piloten abgelenkt waren oder ein Instrument versagte, konnte nicht ermittelt werden.
Im Versuch, den Sturzflug abzufangen, drosselten die Piloten wohl den Schub und zogen am Steuerhorn. Die beim Abfangen einwirkenden g-Kräfte rissen auf ca. 5.500 ft (ca. 1.650 m) beide Hälften des Höhenleitwerks ab. Daraufhin nickte die Viscount so extrem nach unten, dass alle 4 Triebwerke nach oben hin abrissen und die rechte Tragfläche ganz und die linke teilweise abbrachen. Der Luftwiderstand der verbliebenen linken Tragfläche ließ das verbliebene Flugzeug nach links gieren, woraufhin das Seitenleitwerk abbrach. Bei den folgenden Drehungen brach die linke Tragfläche komplett ab und der Rumpf kollabierte. Die aufgerissenen Treibstofftanks gingen in Flammen auf.